# Phaeoporotheleum
Phaeoporotheleum là một chi nấm trong họ Cyphellaceae, thuộc bộ Agaricales. Chi nấm này có hai loài, được tìm thấy ở Cuba và Argentina.